# Polonghera
Polonghera település Olaszországban, Piemont régióban, Cuneo megyében. Lakosainak száma 1122 fő (2023. január 1.). Polonghera Casalgrasso, Moretta, Murello, Pancalieri, Racconigi és Faule községekkel határos.

## Népesség
A település lakossága az elmúlt években az alábbi módon változott:
| Lakosok száma | 1146 | 1135 | 1122 |
|               | 2017 | 2018 | 2023 |